# Rust Belt

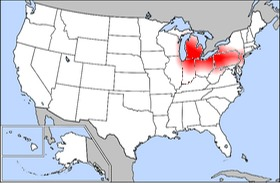
En rouge, la Rust Belt.

La Rust Belt (en français : « ceinture de la rouille ») est le surnom d'une région industrielle du nord-est des États-Unis. Elle est nommée jusque dans les années 1970 la Manufacturing Belt (en français : « ceinture des usines »). Ce changement d'appellation est dû à l'évolution économique de la région. Celle-ci correspondait de longue date à une zone de développement des industries lourdes. Lors de la guerre de Sécession, lorsqu'on comparait le Nord industrialisé au Sud des plantations, c'est de cette région qu'il était déjà question. Malgré son déclin, la Rust Belt réalise encore 40 % de la production industrielle du pays. Elle tente avec des fortunes diverses de se reconvertir dans les nouvelles technologies.
La Rust Belt contribua grandement à l'effort de guerre pendant la Seconde Guerre mondiale ; l'ensemble des besoins en hauts fourneaux, métallurgie, accès aux gisements de matières premières (mines de charbon et de fer, voies de communications fluviales) s'y concentraient pour subvenir aux besoins colossaux en matériel des forces alliées.

## Géographie
Étant donné que le terme « Rust Belt » renvoie à un ensemble de conditions économiques et sociales plutôt qu'à une région géographique, la Rust Belt n'a pas de frontières précises. La Rust Belt couvre une partie du nord-est des États-Unis. Elle commence dans le centre de l'État de New York, traverse à l'ouest la Pennsylvanie, la Virginie-Occidentale, l'Ohio, l'Indiana et la péninsule inférieure du Michigan, pour finir dans le nord de l'Illinois et le sud-est du Wisconsin. Avant la Seconde Guerre mondiale, les villes de la région étaient parmi les plus florissantes des États-Unis. Cependant, à la fin du XXe siècle, leur population a connu le déficit démographique le plus important du pays.
La Nouvelle-Angleterre a aussi été durement touchée par le déclin industriel à la même époque.

## Démographie
À la suite du déclin des industries lourdes, une partie de la population a quitté les anciens centres économiques pour s'installer dans des régions plus dynamiques. Ceci entraîna une impressionnante dépopulation urbaine de certaines grandes villes. Ainsi, la ville de Cleveland a vu sa population passer de plus de 910 000 habitants en 1950 à environ 370 000 personnes en 2020.
Les importants centres urbains de la région sont :
- Chicago ;
- Détroit ;
- Cleveland ;
- Akron ;
- Pittsburgh ;
- Flint ;
- Érié ;
- Buffalo.

## Culture
Michael Moore a réalisé un film documentaire intitulé Roger et moi en 1989. Son sujet est le destin de la ville natale du réalisateur, Flint (Michigan), fleuron de l'industrie automobile du temps de la Manufacturing Belt (usines de General Motors).
En 2019, le documentaire American Factory suit la reprise d'une ancienne usine de General Motors à Moraine, dans l'Ohio, par la société chinoise Fuyao.